# Alpico Kōtsū
Die Alpico Kōtsū K.K. (jap. アルピコ交通, Alpico Kōtsū kabushiki-gaisha, kurz: Alpico) ist eine japanische Bus- und Bahngesellschaft mit Sitz in Matsumoto in der Präfektur Nagano, Japan. Sie ist eine vollständige Tochtergesellschaft der Holding Alpico Group, die weitere Unternehmen in den Sparten Verkehr, Tourismus, Freizeit, Vertrieb und Kfz-Dienstleistungen umfasst.

## Betriebszweige
Bekannt ist die Alpico Kōtsū insbesondere als Betreiberin der Kamikōchi-Linie, einer 14,4 km langen Eisenbahnstrecke von Matsumoto nach Shin-Shimashima. Hinzu kommen der lokale und regionale Busverkehr in und um die Stadt Matsumoto sowie Charter- und Fernbusse. Ebenso betrieb sie einst die Straßenbahn Matsumoto.
Weitere Betriebszweige sind Gastronomiebetriebe und Läden an drei Autobahnraststätten in der Region, Immobilienentwicklung und Werbung.

## Geschichte
Der Ursprung des Unternehmens liegt in der am 29. Mai 1920 gegründeten Bahngesellschaft Chikuma Tetsudō (ab 1932 als Matsumoto Denki Tetsudō auftretend). die 1921 die Kamikōchi-Linie eröffnete. 1924 folgte die Eröffnung der Straßenbahn Matsumoto, die bis 1964 existierte. Die Bahngesellschaft expandierte bald in den Busverkehr und nahm 1978 im Stadtzentrum von Matsumoto einen Busbahnhof mit integriertem Einkaufszentrum in Betrieb. 1992 erhielten die verschiedenen Unternehmen der Gruppe eine gemeinsame Corporate Identity mit der Sammelbezeichnung Alpico Group. Im Dezember 2007 geriet die Gruppe in finanzielle Schieflage und meldete Insolvenz an. Die Kamikōchi-Linie benötigte außerdem einen hohen Geldbetrag für die Erneuerung ihrer Bahnanlagen. 2011 fusionierte die Matsumoto Denki Tetsudo im Rahmen einer Umstrukturierung mit zwei anderen Unternehmen der Alpico-Gruppe, Kawanakajima Bus und Suwa Bus, zu Alpico Kotsu.